# Purwasari (Kawali)
Purwasari is een bestuurslaag in het regentschap Ciamis van de provincie West-Java, Indonesië. Purwasari telt 2583 inwoners (volkstelling 2010).